# Sadri Usluoğlu
Sadri Usluoğlu (ur. 23 stycznia 1908, zm. w 1987) – turecki koszykarz, uczestnik Letnich Igrzysk Olimpijskich 1936.
Na igrzyskach w Berlinie reprezentował swój kraj w turnieju koszykówki. Wraz z kolegami zajął ex aequo 19. miejsce.